# Colonești, Bacău
Colonești este satul de reședință al comunei cu același nume din județul Bacău, Moldova, România.